# Associação Atlética Ponte Preta Country Club 2021-2022
Questa voce raccoglie le informazioni riguardanti l'Associação Atlética Ponte Preta Country Club nella stagione 2021-2022.

## Stagione
L'Associação Atlética Ponte Preta Country Club gioca nell'annata 2021-22 col nome sponsorizzato Country Club Valinhos.
Partecipa alla Superliga Série A, classificandosi all'undicesimo posto, finendo quindi per retrocedere.
Rinuncia invece alla partecipazione al Campionato Paulista per motivi economici.

## Organigramma societario
Area direttiva
- Presidente: Carlos Zanella
- Diretto sportivo: Virna Dias

Area tecnica
- Allenatore: Jailson Silva

## Rosa
| N° | Nome                 | Ruolo | Data di nascita   | Nazionalità sportiva |
| -- | -------------------- | ----- | ----------------- | -------------------- |
| 1  | Paula Panno          | L     | 3 gennaio 2000    | Brasile              |
| 2  | Ana Clara Medina     | S     | 8 giugno 2000     | Brasile              |
| 3  | Gabriella da Silva   | L     | 10 marzo 1999     | Brasile              |
| 4  | Emanuella da Silva   | C     | 19 settembre 1999 | Brasile              |
| 5  | Amanda Marques       | S     | 23 marzo 1999     | Brasile              |
| 6  | Júlia Moura          | S     | 21 gennaio 1998   | Brasile              |
| 7  | Gabrielle das Graças | S     | 7 gennaio 1999    | Brasile              |
| 8  | Amanda Sehn          | P     | 16 luglio 1998    | Brasile              |
| 9  | Lanna Machado        | C     | 4 gennaio 2000    | Brasile              |
| 10 | Mayra de Souza       | O     | 11 febbraio 1999  | Brasile              |
| 11 | Karyna Malachias     | C     | 26 ottobre 1999   | Brasile              |
| 12 | Daniela Cechetto     | O     | 30 dicembre 2000  | Brasile              |
| 13 | Júlia Fahel          | P     | 10 aprile 2000    | Brasile              |
| 14 | Paulini Rammé        | C     | 5 febbraio 1991   | Brasile              |

## Statistiche

### Statistiche di squadra
| Competizione      | Punti | In casa | In casa | In casa | In trasferta | In trasferta | In trasferta | Totale | Totale | Totale |
| Competizione      | Punti | G       | V       | P       | G            | V            | P            | G      | V      | P      |
| ----------------- | ----- | ------- | ------- | ------- | ------------ | ------------ | ------------ | ------ | ------ | ------ |
| Superliga Série A | 10    | 11      | 2       | 9       | 11           | 1            | 10           | 22     | 3      | 19     |
| Totale            | -     | 11      | 2       | 9       | 11           | 1            | 10           | 22     | 3      | 19     |

### Statistiche dei giocatori
| Giocatrice    | Superliga Série A | Superliga Série A | Superliga Série A | Superliga Série A | Superliga Série A | Totale | Totale | Totale | Totale | Totale |
| Giocatrice    | P                 | PT                | AV                | MV                | BV                | P      | PT     | AV     | MV     | BV     |
| ------------- | ----------------- | ----------------- | ----------------- | ----------------- | ----------------- | ------ | ------ | ------ | ------ | ------ |
| D. Cechetto   | 16                | 50                | 45                | 4                 | 1                 | 16     | 50     | 45     | 4      | 1      |
| G. das Graças | 19                | 173               | 140               | 21                | 12                | 19     | 173    | 140    | 21     | 12     |
| E. da Silva   | 10                | 28                | 12                | 10                | 6                 | 10     | 28     | 12     | 10     | 6      |
| G. da Silva   | 19                | 0                 | 0                 | 0                 | 0                 | 19     | 0      | 0      | 0      | 0      |
| M. de Souza   | 15                | 56                | 47                | 7                 | 2                 | 15     | 56     | 47     | 7      | 2      |
| J. Fahel      | 17                | 2                 | 2                 | 0                 | 0                 | 17     | 2      | 2      | 0      | 0      |
| L. Machado    | 19                | 152               | 85                | 53                | 14                | 19     | 152    | 85     | 53     | 14     |
| K. Malachias  | 4                 | 43                | 22                | 15                | 6                 | 4      | 43     | 22     | 15     | 6      |
| A. Marques    | 18                | 178               | 155               | 15                | 8                 | 18     | 178    | 155    | 15     | 8      |
| A.C. Medina   | 15                | 159               | 141               | 11                | 7                 | 15     | 159    | 141    | 11     | 7      |
| J. Moura      | 14                | 49                | 44                | 5                 | 0                 | 14     | 49     | 44     | 5      | 0      |
| P. Panno      | 6                 | 0                 | 0                 | 0                 | 0                 | 6      | 0      | 0      | 0      | 0      |
| P. Rammé      | 14                | 39                | 18                | 14                | 7                 | 14     | 39     | 18     | 14     | 7      |
| A. Sehn       | 19                | 17                | 5                 | 7                 | 5                 | 19     | 17     | 5      | 7      | 5      |

P = presenze; PT = punti totali; AV = attacchi vincenti; MV = muri vincenti; BV = battute vincenti